# 界河 (莱州湾)
界河是中国胶东半岛的一条河流。
发源于招远市道头镇铁夼村西尖尖山南麓，流经道头、招城、张星、辛庄等乡镇境内，于辛庄镇北与龙口市交界处注入渤海。全长45公里，流域面积589.8平方公里。